# 12-Stunden-Rennen von Casablanca 1953

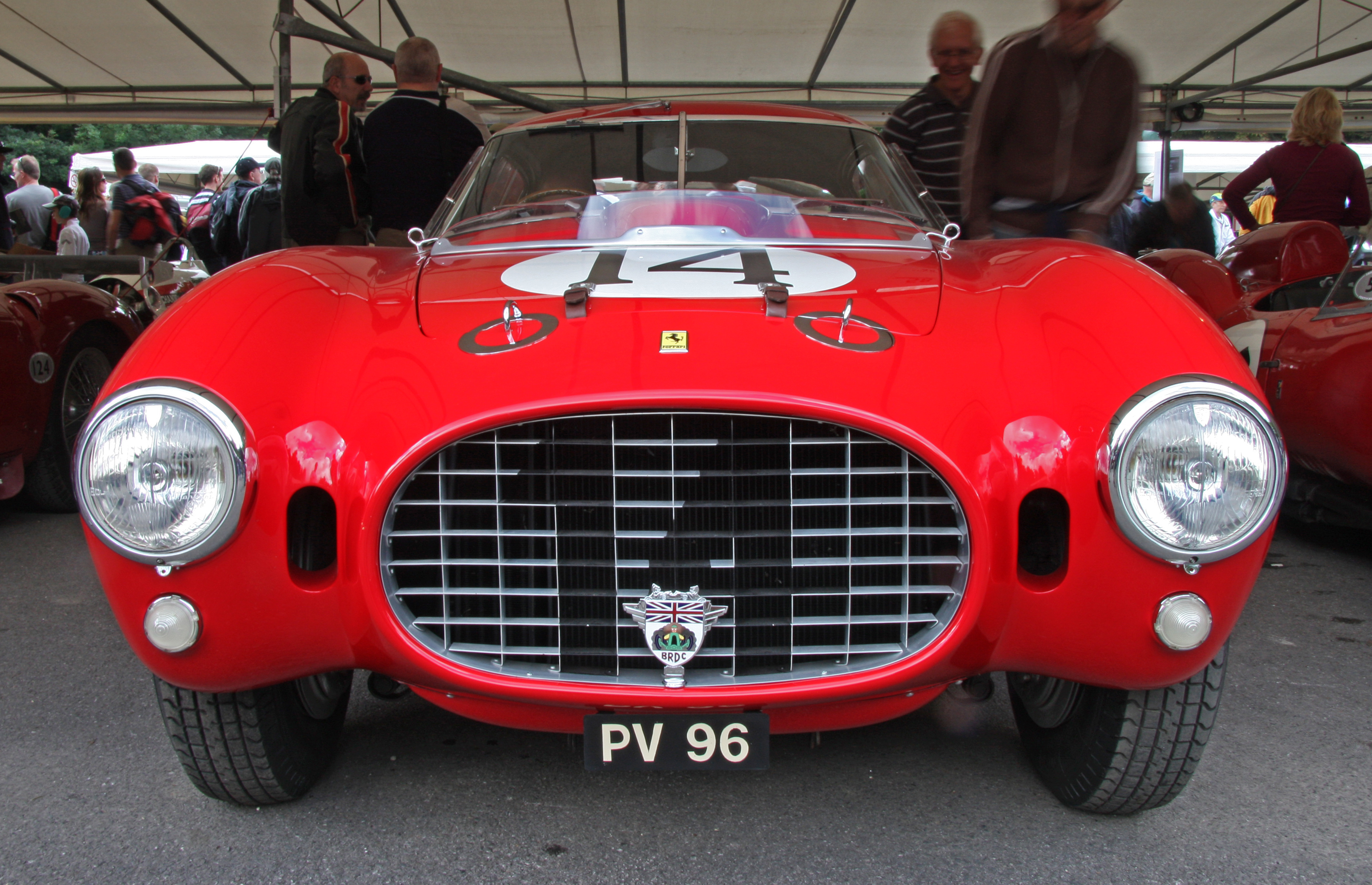
Ferrari 375MM Berlinetta; Siegreicher Ferrari-Rennwagentyp

Das 12-Stunden-Rennen von Casablanca 1953, auch Les 12 Heures de Casablanca, Ain Diab, Casablanca, fand am 20. Dezember dieses Jahres statt.

## Das Rennen
In den späten 1940er- und frühen 1950er-Jahren gab es in Nordafrika ansehnliche Rennaktivitäten in Form von Monoposto- und Sportwagenrennen. Vor allem in Marokko, Algerien und dem Senegal wurden international stark besetzte Rennen veranstaltet. Eines dieser Rennen war das 12-Stunden-Rennen von Casablanca auf einem 3,260 km langen Straßenkurs in Ain-Diab in der Nähe von Casablanca. 1958 wurde auf einer adaptieren Strecke, dem Circuit d’Ain-Diab, der zur Formel-1-Weltmeisterschaft zählende Große Preis von Marokko ausgefahren.
Das Sportwagenrennen 1953 endete nach 12 Stunden Fahrzeit und einer Distanz von 1410,415 km mit einem Sieg des Werks-Ferrari 375MM von Giuseppe Farina und Piero Scotti.

## Ergebnisse

### Schlussklassement
| 1               | S + 2.0 | 2  | Scuderia Ferrari        | Giuseppe Farina Piero Scotti         | Ferrari 375MM Berlinetta | 1410,415 km |
| 2               | 2.0     | 20 | Scuderia Ferrari        | Luigi Villoresi Alberto Ascari       | Ferrari 500 Mondial      | 1372,836 km |
| 3               | S + 2.0 | 6  | Pierre Levegh           | Pierre Levegh Philippe Étancelin     | Talbot-Lago T26GS        | 1354,713 km |
| 4               | S + 2.0 | 8  | Michel Poberejsky       | Michel Poberejsky Roy Salvadori      | Aston Martin DB3 Coupé   | 1335,619 km |
| 5               | S + 2.0 | 7  | Graham Whitehead        | Peter Whitehead Graham Whitehead     | Aston Martin DB3         | 1306,283 km |
| 6               | S 2.0   | 25 | Jean-Louis Armengaud    | Jean-Louis Armengaud Élie Bayol      | Osca MT4 1100 Coupé      | 1283,153 km |
| 7               | S 2.0   | 22 |                         | Piero Carini Bruno Martignoni        | Ferrari                  | 1259,015 km |
| 8               | S 750   | 30 |                         | Pierre Chancel Robert Chancel        | Panhard Dyna             | 1227,927 km |
| 9               | S 2.0   | 29 |                         | Robert Dustaritz Yves Dupont         | Fiat 8V                  | 1138,689 km |
| 10              | S 750   | 36 |                         | Pierre Dufour Jean Heyder-Bruckner   | Renault                  | 1102,380 km |
| 11              | S + 2.0 |    | Radouch                 | Radouch Stetzenco                    | Jaguar XK 120            | 1086,283 km |
| 12              | S 2.0   | 28 |                         | Raymond Veyssières Hartmuth Oesterle | Porsche 1500             | 1037,870 km |
| 13              | S 750   | 39 |                         | De Castelbajac St. Remy              | Panhard Dyna Allemano    | 1013,201 km |
| 14              | S 750   | 33 |                         | F. da Silva Pereira                  | DB                       | 996,190 km  |
| 15              | S 2.0   |    |                         | Oswald Karch Sterzebecker            | Veritas RS               | 996,190 km  |
| 16              | S 750   | 34 |                         | Guy Michel C. Bosvin                 | Renault                  | 966.827 km  |
| 17              | S 750   | 38 |                         | Deschazeaux Marteau                  | Dyna Réac                | 629.911 km  |
| Ausgefallen     |         |    |                         |                                      |                          |             |
| 18              | S + 2.0 | 3  | Scuderia Ferrari        | Luigi Piotti Clemente Biondetti      | Ferrari 250MM            |             |
| 19              | S + 2.0 | 5  | Georges Grignard        | Georges Grignard Lino Fayen          | Talbot-Lago T26GS        |             |
| 20              | S + 2.0 | 9  | Equipe Gordini          | Jean Behra André Guelfi              | Gordini T15S             |             |
| 21              | S + 2.0 | 10 | Col. Simone             | Johnny Simone Armand Roboly          | Jaguar C-Type            |             |
| 22              | S 2.0   | 21 | Henri de Clarens        | Roger Loyer Henri de Clarens         | Gordini T15S             |             |
| 23              | S 2.0   | 23 |                         | Adolf-Werner Lang Paul Hoffmann      | Veritas                  |             |
| 24              | S 2.0   | 24 | Joaquim Felipe Nogueira | Joaquim Felipe Nogueira Martonel     | Porsche 1500             |             |
| 25              | S 2.0   | 27 |                         | Dominici Raymond Gaillard            | Lancia                   |             |
| 26              | S 750   | 31 |                         | Gaétan Magri Charles Plantivaux      | Panhard                  |             |
| 27              | S 750   | 37 |                         | d'Anselin Chevallier                 | Renault                  |             |
| 28              | S 2.0   | 26 |                         | Lucien Barthe                        | Simca Spezial            |             |
| 29              | S 750   | 32 |                         | Robert Barbey Guy Allegre            | DB                       |             |
| 30              | S 750   | 35 |                         | Robert La Caze Philippe Armand       | Renault                  |             |
| Nicht gestartet |         |    |                         |                                      |                          |             |
| 31              | S + 2.0 | 1  | Scuderia Ferrari        | François Picard Casimiro de Oliveira | Ferrari 375MM            | 1           |

1Unfall im Training

### Nur in der Meldeliste
Hier finden sich Teams, Fahrer und Fahrzeuge, die ursprünglich für das Rennen gemeldet waren, aber aus den unterschiedlichsten Gründen daran nicht teilnahmen.
| Pos. | Klasse  | Nr. | Team          | Fahrer                      | Chassis           |
| ---- | ------- | --- | ------------- | --------------------------- | ----------------- |
| 32   | S + 2.0 | 4   | Charles Pozzi | Charles Pozzi Pierre Meyrat | Talbot-Lago T26GS |
| 33   | S + 2.0 | 11  |               | Vanoni Janini               | Ferrari           |
| 34   | S + 2.0 | 12  |               | J.-F. Weckerle Geier        | Mercedes          |

### Klassensieger
| Klasse  | Fahrer          | Fahrer         | Fahrzeug                 | Platzierung im Gesamtklassement |
| ------- | --------------- | -------------- | ------------------------ | ------------------------------- |
| S + 2.0 | Giuseppe Farina | Piero Scotti   | Ferrari 375MM Berlinetta | Gesamtsieg                      |
| S 2.0   | Luigi Villoresi | Alberto Ascari | Ferrari 500 Mondial      | Rang 2                          |
| S 750   | Pierre Chancel  | Robert Chancel | Panhard Dyna             | Rang 8                          |

### Renndaten
- Gemeldet: 34
- Gestartet: 30
- Gewertet: 17
- Rennklassen: 3
- Zuschauer: unbekannt
- Wetter am Renntag: warm und trocken
- Streckenlänge: 3,260 km
- Fahrzeit des Siegerteams: 12:00:00,000 Stunden
- Gesamtrunden des Siegerteams: unbekannt
- Gesamtdistanz des Siegerteams: 1410,415 km
- Siegerschnitt: 117,534 km/h
- Pole Position: unbekannt
- Schnellste Rennrunde: Giuseppe Farina – Ferrari 375MM Berlinetta (#2) – 2:23,700 = 131,520 km/h
- Rennserie: zählte zu keiner Rennserie